# Ангарская (Минск)
Ангарская (бел. Ангарская) — микрорайон в составе Заводского района города Минска (Беларусь). Расположен на юго-востоке города. Типичный «спальный район» с соответствующей инфраструктурой.

## История
До окончания Великой Отечественной войны это была лесистая местность за пределами города Минска с небольшой речкой Тросянка и деревушкой Малое Стиклево. Сразу после окончания войны на этом месте стало возводиться жильё для работников новообразованного Минского автомобильного завода. Помимо двух- и трёхэтажных благоустроенных домов активно строились коммунальные бараки и выделялись участки под индивидуальное строительство. На этом месте возникли посёлки Северный, Западный, Южный и Молодёжный, крупнейшим из которых и дожившим до наших дней, стал Северный посёлок, расположившийся в границах современной Минской кольцевой автомобильной дороги и Дражни, состоявший в основном из одноэтажных деревянных домов и небольшого количества двухэтажек. Основная часть современного микрорайона тогда была ещё не застроена. С 1967 года началась застройка первого микрорайона Ангарская-1 типичными для того времени пятиэтажными зданиями. Изначально микрорайоны хотели называть по названию местной деревни Стикливо, однако позже от этих планов отказались и отдали предпочтение, возможно, названиям активно развивающейся в то время Сибири. В конце 1960-х у современной станции метро "Могилёвская" на одном из Ангарских холмов началось строительство комплекса общежитий для рабочей молодёжи, состоящего из четырёх двенадцатиэтажных зданий, соединённых двухэтажными строениями с инфраструктурой для проживающих 10 тысяч человек. Эти строения также должны были служить воротами города со стороны Могилёвского шоссе. В настоящее время на свободной части холма идёт строительство православного храма. Застройка Ангарской-1 была завершена к 1973 году. В этот же период была осушена заболоченная часть реки Тросянка, которая впоследствии стала частью улицы Герасименко. К 1984 году закончено формирование микрорайонов Ангарская-2 и Ангарская-3. В формировании района также просматривалась особенность в виде сохранения значительных частей лесных массивов под будущие парковые зоны. Второй и третий микрорайоны застраивались уже в основном 9- и 12-этажными зданиями. Последним и самым долго строящимся микрорайоном стал Ангарская-4, строившийся на протяжении 1990-х и начала 2000-х годов. В XXI веке во всех микрорайонах активно развивалась инфраструктура, а уплотнение жилой застройки приобрело самый массовый из всех частей Минска масштаб.
По состоянию на начало 2019 года жильё в микрорайоне стало одним из самых дешёвых в городе ($1172 за 1 м²) против $1286 в среднем по городу и более $2000 за квадратный метр в некоторых центральных районах и квартале по улице Парниковой. В марте 2019 года аренда жилья в микрорайоне была одной из самых дешёвых в Минске: за аренду однокомнатной квартиры просили менее $210 в месяц.

## Расположение
Расположен на востоке города. С юга от микрорайона проходит Партизанский проспект. Существует два выезда на МКАД. Граничит с северным посёлком.

## Состав
- Ангарская-1
- Ангарская-2
- Ангарская-3
- Ангарская-4

## Улицы
Основные улицы — Ангарская, Нестерова, Илимская, Герасименко, Байкальская и Алтайская, Хабаровская.

## Общественный транспорт
Сообщение с другими частями города осуществляется автобусными маршрутами
- № 16 (ДС Ангарская-4 — ДС Чижовка)
- № 20с (ДС Ангарская-4 — ст. м. Академия наук)
- № 22 (ДС Ангарская-4 — ДС Чижовка)
- № 27 (ДС Ангарская-4 — Сосновый бор)
- № 61 (ДС Ангарская-4 — Селицкого)
- № 61д (ДС Ангарская-4 — ДС Шабаны)
- № 76э (ДС Ангарская-4 — ТЦ Ждановичи)
- № 88с (ДС Ангарская-4- Ландера)
- № 106 (ДС Ангарская-4 — ст. м. Тракторный завод)

троллейбусными маршрутами.
- № 3 (ДС Ангарская-4 — Вокзал)
- № 34 (ДС Ангарская-4 — Зелёный Луг-3)
- № 60 (ДС Ангарская-4 — ст. м. Могилёвская)
- № 67 (ДС Ангарская 4 — ав Восточный
- № 79 (ДС Ангарская-4 — ст. м. Могилёвская)

Ближайшая станция метро — «Могилёвская».

## Здравоохранение
Имеется одна детская и одна взрослая поликлиники.
- Поликлиника № 17,
- Детская поликлиника № 23

## Образование
Представлено 6 школами, 1 гимназией, 1 школой-интернатом, 1 дошкольным учреждением, совмещённым с начальной школой, и 13 детскими дошкольными учреждениями. 12 детскими садами и 1 ясли-садом. Также есть 1 музыкальная школа
- СШ № 8
- СШ № 109
- СШ № 141
- СШ № 162
- СШ № 169
- СШ № 173
- Гимназия № 21
- Школа интернат № 5
- Школа сад
- Детский сад № 91
- Детский сад № 251
- Детский сад № 348
- Детский сад № 392
- Детский сад № 405
- Детский сад № 436
- Детский сад № 443
- Детский сад № 449
- Детский сад № 458
- Детский сад № 459
- Детский сад № 478
- Детский сад № 479
- Детский сад № 531
- Ясли сад № 338
- ГУО «Детская музыкальная школа искусств № 2 имени Н. И. Аладова г. Минска»

## Прочая инфраструктура
В микрорайоне расположены 12 продовольственных магазинов, торговый центр «Евроопт», ТЦ «Simax», промтоварный магазин «Северянка»; аптеки; 20 детских садов, 10 средних школ, детские библиотеки № 3 и 14; 3 отделения Беларусбанка, 2 отделения связи; гостиничный комплекс «Алмаз».
7 ноября 2015 года состоялось открытие МФК «Мандарин». Комплекс предлагает посетить спортивную и водно-термальную зону, рестораны, фитнес-бары, SPA-салон с массажными кабинетами и кедровыми фито-бочками.

## Застройка
Микрорайон застроен пяти-, девяти- и двенадцатиэтажными домами. Имеется большой массив частного сектора. В двух кварталах Ангарская-1 преобладают дома 1965-70 годов постройки, а также отдельные дома середины 1980-х. Квартал Ангарская-2 в основном застроен панельными домами 1974-81 годов. Кварталы Ангарская-3 и 4 состоят из панельных домов 1982-89 годов. Квартал Ангарская-5 (улица Илимская) построен в конце 1990-х — начале 2000-х годов и состоит из 6-12 этажных кирпичных домов по индивидуальному проекту. Кварталы вдоль улицы Алтайская состоят из 9-12 этажных домов середины-конца 1980-х годов. В микрорайоне продолжается строительство, появились несколько 19-этажных домов по улице Байкальская, Герасименко, Илимская.